# Liatongus pugionatus
Liatongus pugionatus är en skalbaggsart som beskrevs av Karl Henrik Boheman 1858. Liatongus pugionatus ingår i släktet Liatongus och familjen bladhorningar. Inga underarter finns listade i Catalogue of Life.